# Saara Mustonen
Saara Johanna Mustonen, född den 8 februari 1981, är en svensk landsvägscyklist. Under 2017 tävlade hon för det danska stallet Team VéloCONCEPT Women, efter att de två föregående säsongerna tävlat för Team Liv-Plantur. Säsongen 2018 tävlade hon för det belgiska laget Exporza-Footlogix.
Mustonen är uppväxt i Höganäs. Hon vann Kortbane-SM 2008, en tävling som hon också vann under 2006 och 2007. Under 2008 vann hon också Polen runt och hon slutade sexa i en världscuptävling i Bern. Som yngre sysslade hon också med boxning, och tog två SM-silver (1999 och 2000).

## OS 2008
Saara Mustonen gjorde sin OS-debut för Sverige i Olympiska sommarspelen 2008 i Peking i Kina. I Peking slutade Mustonen 56:a på linjeloppet, efter att ha arbetat hårt som hjälpryttare under en stor del av loppet genom att bevaka ledningen, för de svenska favoriterna Susanne Ljungskog och Emma Johansson. Den sistnämnda tog silver i tävlingen.